# ویکتوریا مکولای
ویکتوریا مکولای (انگلیسی: Victoria Macaulay؛ زادهٔ ۷ اوت ۱۹۹۰) بازیکن بسکتبال اهل ایالات متحده آمریکا است.
وی در مسابقات کشوری و بین‌المللی در مجموع برندهٔ ۲ مدال طلا شده‌است.